# シロス島
シロス島（シロスとう、ギリシア語: Σύρος / Syros）は、ギリシャのキクラデス諸島にある島。アテネの南東144kmに位置する。面積は83.6km2、人口は2万1507人（2011年国勢調査）。
主な町にエルムポリ、アナ・シロス、ヴァリがある。シロス島のみならずキクラデス諸島の中心であるエルムポリは、19世紀にはピレウスをしのぐ港湾都市であった。このほかガリッサス、フォイニカス、パゴス、マンナ、キニ、ポセイドニアの村落がある。

## エルムポリ

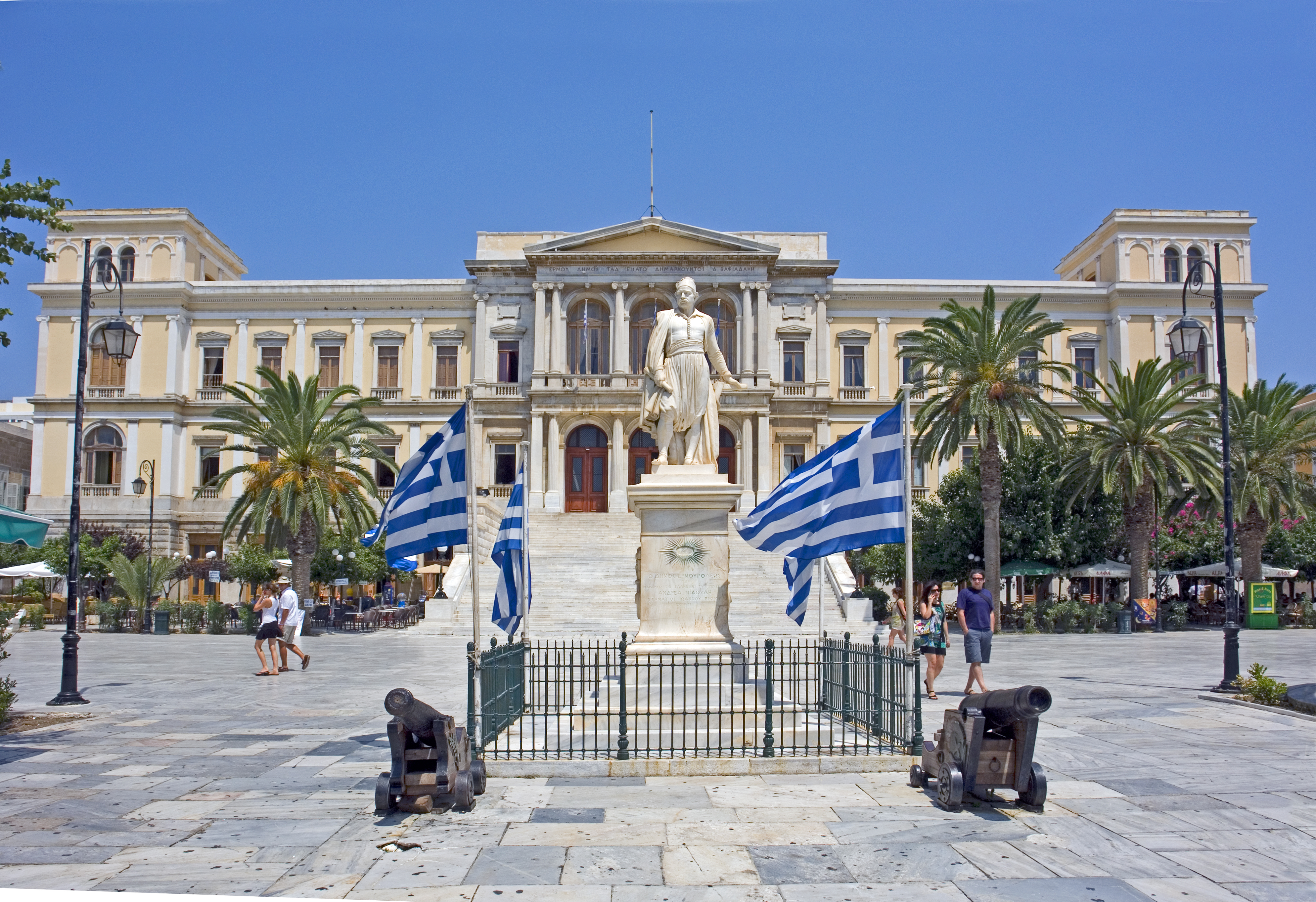
エルンスト・ツィラーが設計したエルムポリ市役所と、ミアウリス広場のアンドレアス・ミアウリス像（ゲオルギオス・ボナノス作）

アンフィテアトルムの遺跡の上に建設されたエルムポリは、新古典主義の建物や古い豪邸、白亜の住宅が港に向かってなだれ落ちるような傾斜の急な町である。カフェが軒を連ね、ヤシの木が植えられたミアウリス広場にある市役所は、町のランドマーク的存在である。メタモルフォシス教会をはじめとしてコイミシス、アイオス・デメトリウス、三聖者、アナスタシス、エヴァンゲリストリア、アイオス・ニコラスなど、多くの教会がある。船長たちが住んでいたヴァポリアという界隈には、狭い通りに沿って新古典主義の豪邸が立ち並んでいる。

## アノ・シロス

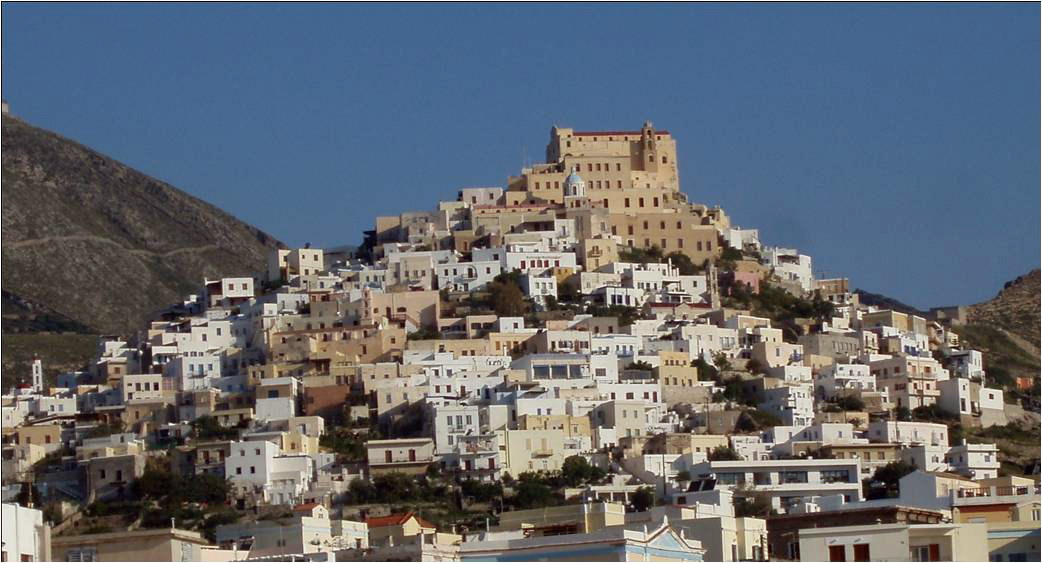
アノ・シロス

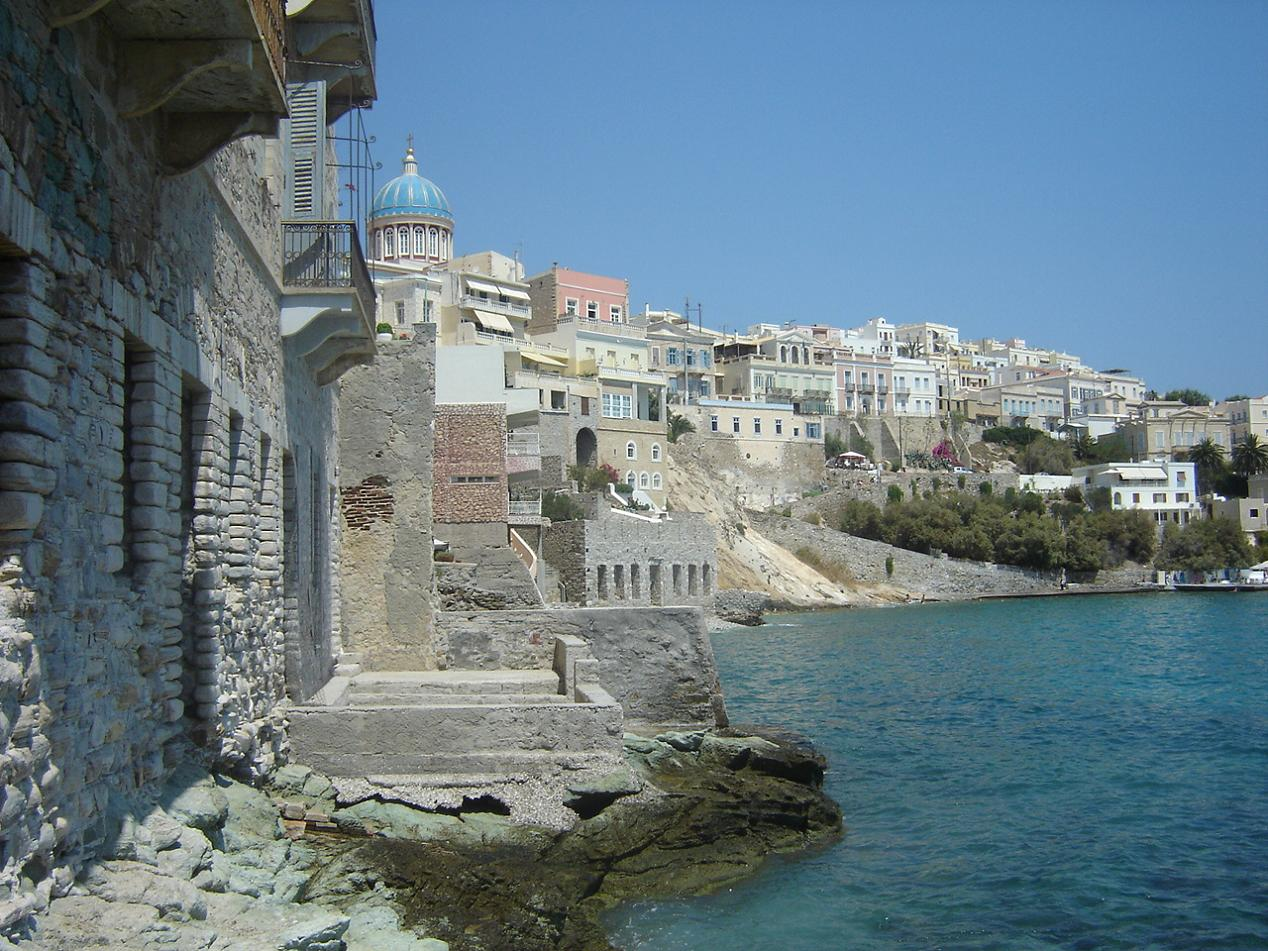
ビーチから見たエルムポリ

アノ・シロスはエルムポリの北西のアイオス・ゲオルギオス（サン・ジョルジョ）の丘に、13世紀初頭のヴェネツィア人が建設したシロス島第2の町である。中世の雰囲気を残すこの町には、丘の頂上に続く通りに沿って色とりどりの扉の家々が並んでいる。港から町の入口までの距離は、およそ1000mである。最も高い地点に位置する13世紀に建てられたカトリックの聖ゲオルギオス教会からは、近くのティノス島やデロス島、ミコノス島、パロス島、アンドロス島、ナクソス島が一望できる。

## 歴史

### 古代
古くはシラ、のちにシロスと呼ばれた島の歴史は、フェニキア人の時代までさかのぼる。ホメロスの叙事詩『オデュッセイア』では豚飼いのエウマイオスの土地とされ、彼がこの島のことを詳らかに語っている。ピタゴラスを教えた、哲学者のペレキュデースの故郷でもある。当時はシロス（今日のエルムポリ）と、西海岸の今日のガリッサス付近の2か所に主要都市があった。
古代および初期キリスト教時代のシロス島は、重要な役割を果たさなかった。最も小さな島にも司教がいた当時、シロス島には教区さえなかった。古代ローマ時代は、今日のエルムポリが島の中心部であった。

### 中世

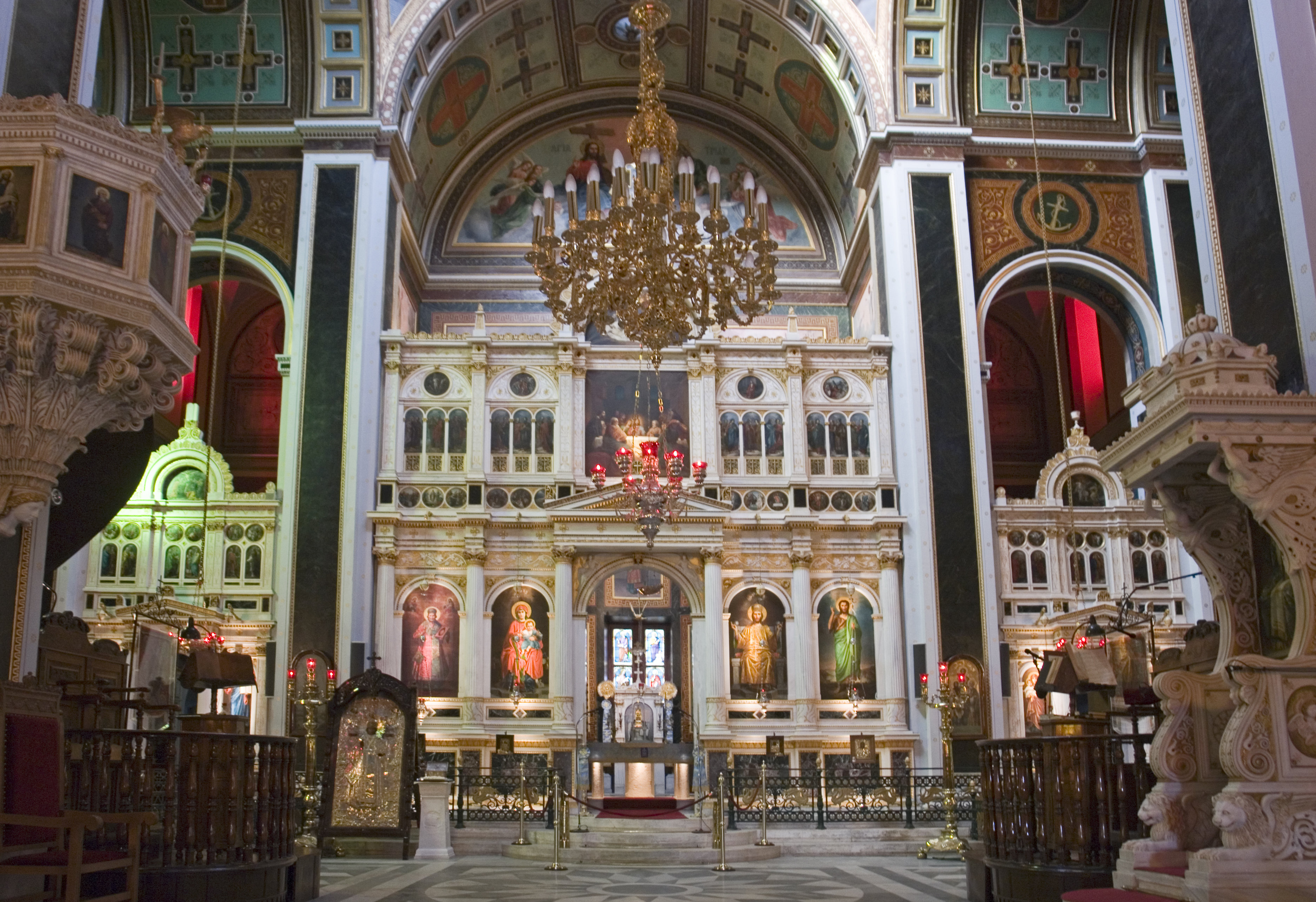
エルムポリのアイオス・ニコラス大聖堂

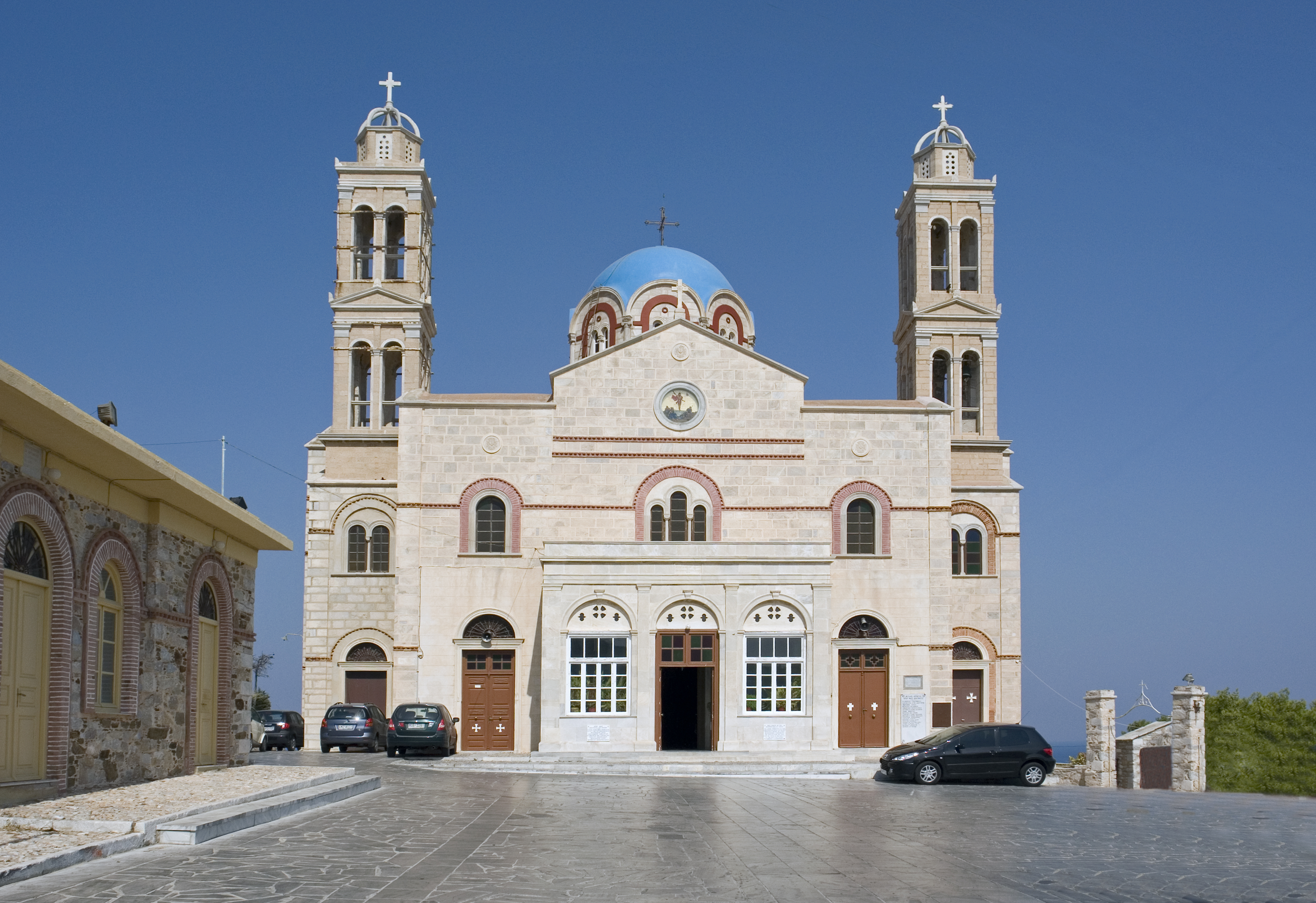
エルムポリのアナスタセオス（復活）教会

古代末期になると、異民族とエーゲ海を数世紀にわたって荒らしまわった海賊の出現で、シロス島は衰退に向かった。キクラデス諸島のほかの島々とともに、中世は幾度となくシチリア人、アラブ人、トルコ人、ヴェネツィア人などの外来勢力の侵略によって壊滅した。
ビザンティン帝国時代は、キクラデス諸島のほかの島々とともにエーゲ海自治領に所属した。ヴェネツィア人とフランク人が組んだ1204年の第四回十字軍で、ビザンティン帝国が崩壊すると、マルコ・サヌードき下のヴェネツィア軍によって完全に征服され、それから1522年までナクソス公国の一部として留まった。この間に、アノ・シロスが建設された。
ラテン帝国時代はカトリック教徒が島民の過半数を占めたが、ギリシャ語も維持されていた。350年間にわたったナクソス公国による支配は、封建制の時代であった。

### オスマン帝国の時代 - 教皇の島

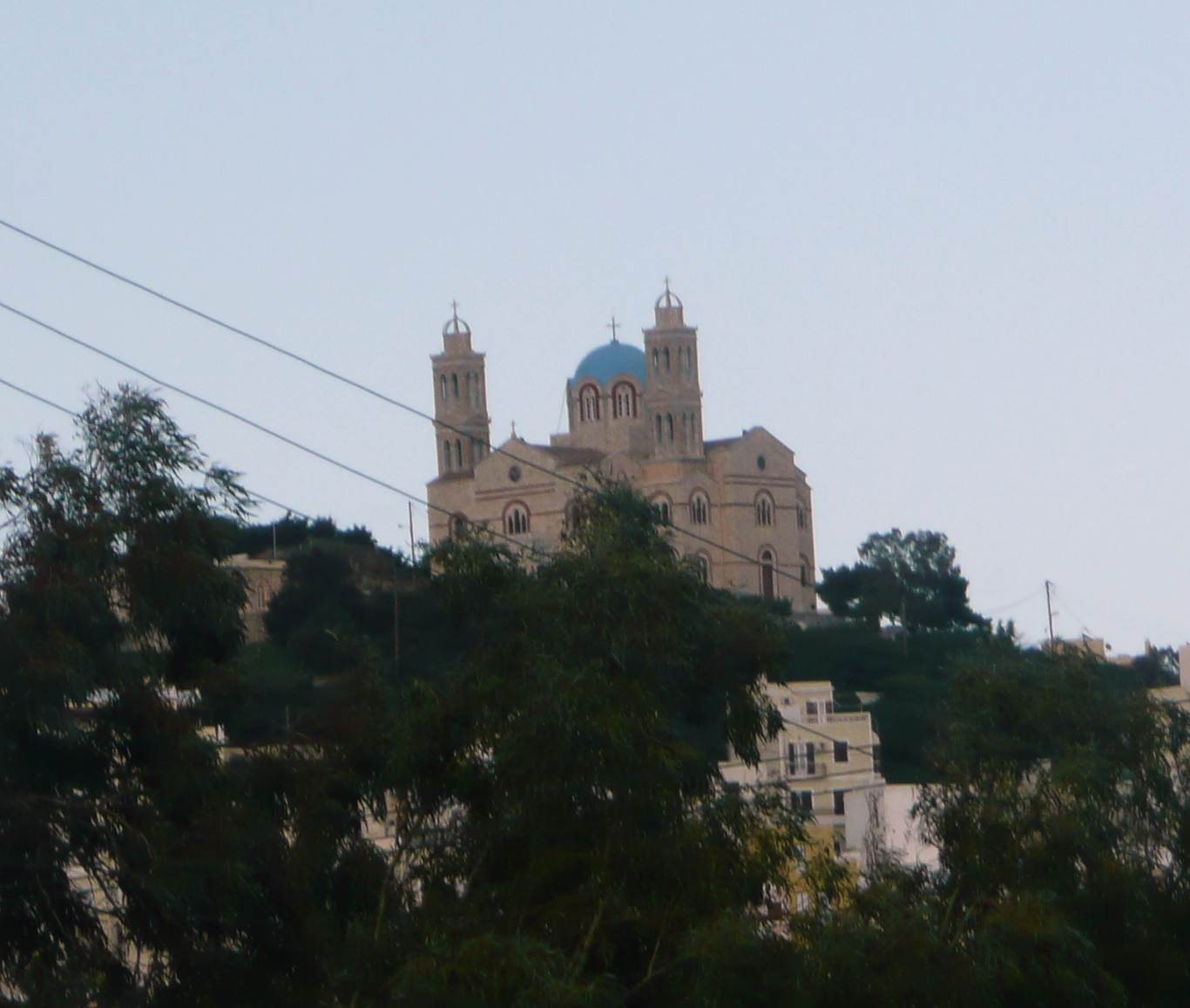
カトリックの聖ゲオルギオス大聖堂

16世紀までにエーゲ海はオスマン帝国の艦隊が掌握し、ヴェネツィア勢力は分断された。1522年、私掠船の船長だったバルバロス・ハイレッディンが島を征服した。オスマン時代、島は「シレ」として知られた。しかし、地元当局とオスマン帝国との交渉の結果、キクラデス諸島には税の軽減や信教の自由など、大幅な特権が与えられた。同時に、フランスおよび教皇庁とオスマン当局とのあいだに成立した協定で、島のカトリック教徒はフランスと教皇庁の保護下に入った。
シロス島には、ナクソスの属司教区であるカトリックのシラ教区が置かれた。すでにヴェネツィア人はこの島にカトリック司教区を置き、それは1525年までアテネ大司教区に所属していた。トルコ人に島が占領された16世紀から、ギリシア人はシロス島に首都大司教を置いた。ヨセフ が判明している最も早い大司教で、それからシメオン（1594年没）、イグナティウス（1596年没） と続いた。島民はほとんどがカトリック教徒になった。
17世紀後半から、エーゲ海地域の経済は回復に向かい、18世紀から19世紀の変わり目に最高潮に達した。島々に認められた特殊な統治方式は、自治の発達を可能にした。19世紀初頭に海賊が減少しはじめると、東地中海の海上交通は次第に活発化した。

### 近代

#### ギリシャ独立戦争
そのきわめて重要な地理的位置から、シロス島は海の要衝として知られるようになった。その上、特殊な社会的・宗教的・制度的な条件も加わって、シロス島は1821年にはじまったギリシャ独立戦争において中立を表明し、ギリシャ反乱軍に参加することはなかった。このため、革命期には安全な避難先として、アナトリア半島、ヒオス島、スペツェス島、プサラ島、アイヴァリ、スミルナ、キドニア、カソス島などから多くの難民が押し寄せた。

#### 19世紀

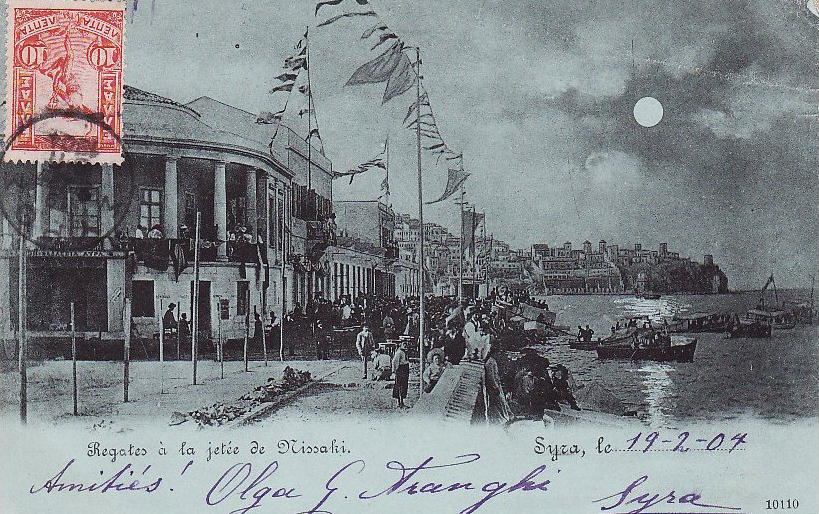
シロス島を描いた1904年の絵はがき

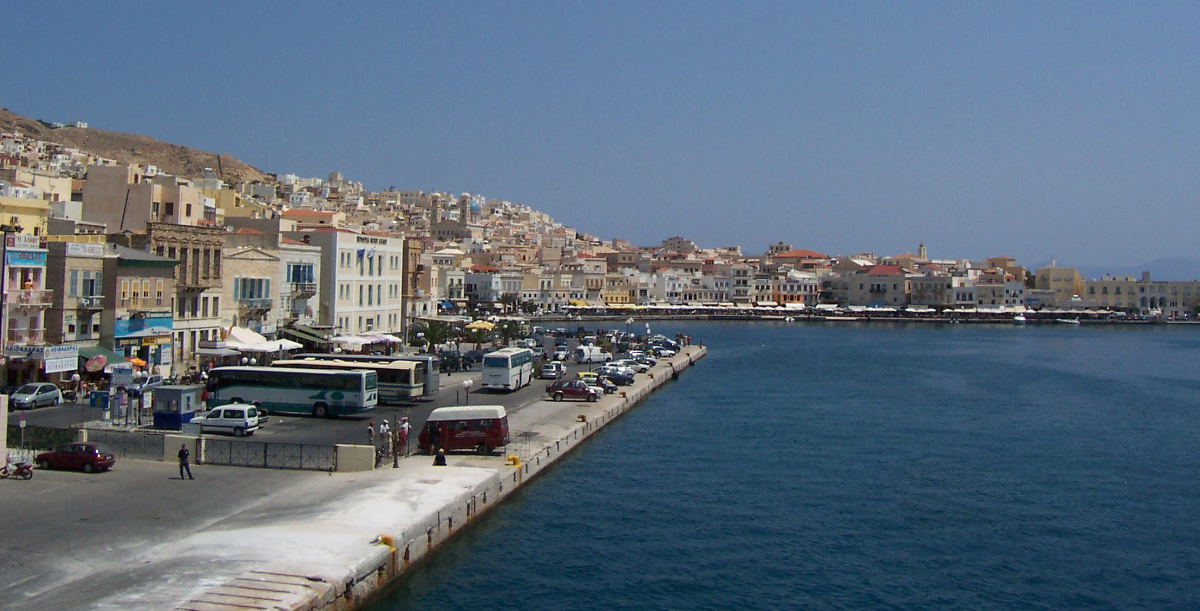
港

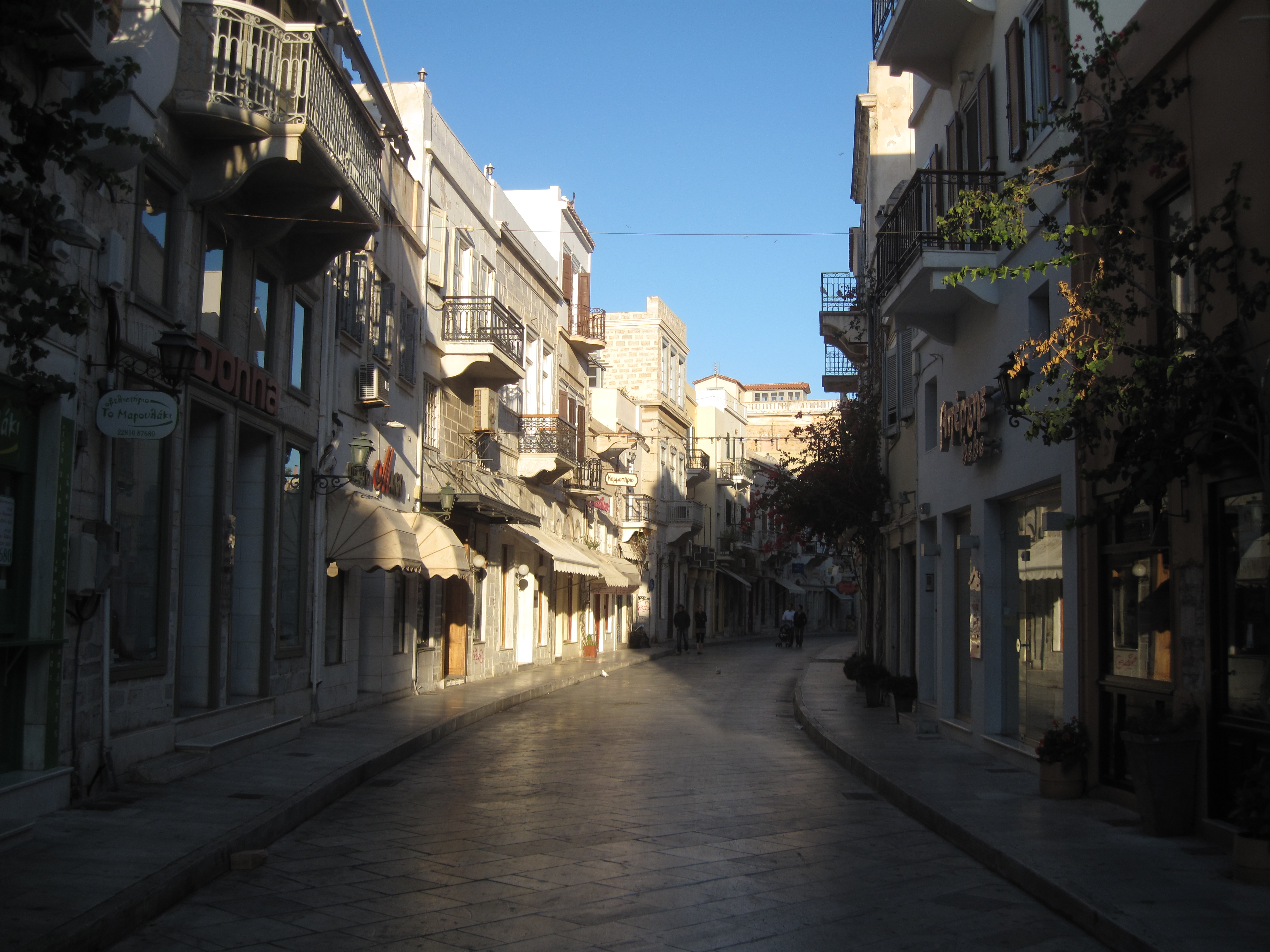
エルムポリの大通りのひとつ

独立戦争が終わると、島は新生ギリシャ王国に編入された。平和と落ち着きを取り戻した島は、エーゲ海の十字路として、また西欧および地中海世界と東方とを結ぶ国際貿易の中心地として知られるようになった。1822年に最初のビルが、1824年に最初の正教会の教会とギリシャ最大のサナトリウムが建設された。また、ギリシャ国家の建設にともなって島のカトリック教徒はギリシャ化され、ラテン系の姓はギリシャ風に改められた（ヴッチーノをヴツィノスに、ルッソをルッソスに、ヴァコンディオをヴァコンディオスに、ダレッジョをダレジオスに、サルサをサルサプロスに、フレーリをフレリスになど）。
ほとんどがカトリック教徒であるシロス島民と、ほとんどがギリシャ正教徒である新来の難民の統合にあたって、問題は起こらなかった。現在、カトリック教徒の人口に占める割合は47%で、島民の過半数は正教徒であるが、双方とも手を取り合って平和的に共存している。教派間の結婚もよくある。
1831年のギリシャ憲法の制定においては、重要な役割を果たした。初代大統領であるイオアニス・カポディストリアス（ジョヴァンニ・カポディストリア）のもとで人口が1万3805人に達したエルムポリ市には、行政府が置かれた。商務裁判所、ギリシャで最も古い時期に設置された郵便局、保険代理店、初の公立学校、ギリシャ国立銀行の支店、画廊、博物館、図書館、エリート階級の社交クラブなどがあった。しかし、1854年のコレラにはじまる一連の疫病の流行は、不幸にもシロスを悲しみに陥れた。孤児院、貧民院、精神病院など、多くの公衆衛生、社会福祉事業に関わる慈善団体がこの時期に設立された。
船員や商人などの新参者の到来で島は活況を呈し、行政・文化の中心地となっていった。彼らが集まるエルムポリは、急速にギリシャ有数の港町として発展した。1822年から1865年にかけて、エルムポリにはギリシャ古典主義にルネサンス様式の要素をあわせた新古典主義建築が建てられた。この時期の建築物として、有名なドイツ人建築家のエルンスト・ツィラーが設計した市役所、イタリア人建築家のカンポが設計したミラノのスカラ座のミニチュア版といえるアポロン劇場、中央図書館、シロス総合病院、ミアウリス広場などのランドマークがある。主にドイツ人やイタリア人の建築家と、設計やエルムポリの都市計画に携わったギリシャ人は、古代ギリシャの建築を敬愛し、それを西方のロマン主義と調和させた。このため、エルムポリには新古典主義の建築が密集した。シロス島の繁栄は、社会的・文化的な生活の発展と関連していた。進化の時代は、初めて工業用地が設けられた1860年代に一段落した。
大部分の公共施設、教会、学校、競技場、多くの豪邸が同じ洗練された新古典的様式で建てられたエルムポリは、当時としては独特な特徴を持つ非常に近代的な都市であった。このため、シロス島は静かな島から船舶、産業、生産の活気あふれる中心地にほぼ突如として変貌を遂げた。また、造船や船の修理も盛んになった。ネオリオンはギリシャで最初の造船所である。今日に至るまで、多くの船舶が補給や修理を受けている。
1830年から織物、絹糸、造船、皮革、鉄の貿易が発達するのにともない、銀行制度も整備された。エルムポリの発展は1860年まで続き、シロス島はギリシャで最も重要な商港となった。商業や造船とともに、建設業や公共事業も増えた。1856年にはギリシャ汽船会社が設立された。
帆船に代わって蒸気船が主流になると、シロス島の地理的位置の重要性は薄れ、衰退の時代がはじまった。ギリシャにおける海運の中心はピレウスに移り、パトラとの競争で商業も衰えた。

#### 20世紀
19世紀末からの数十年間、シロス島の経済は織物工業の発展で一時的に回復した。しかし、ギリシャの経済の中心地の例にもれず、第二次世界大戦の勃発とともに経済発展は終わった。その後、経済の回復とギリシャにおける所得水準の向上とともに、すでに1980年代から観光を中軸とした改善の要素がみられる。同時に、ネオリオン造船所やその他の経済活動の再開で、シロス島が上昇基調にあることがわかる。
今日、エルムポリには小学校が7校、中学校が2校、高校が2校、専門学校が2校、それにファインアートと制度設計の学部を設けたエーゲ海大学がある。同大学には将来的に、応用美術や視覚芸術の学部を加える計画がある。一年中、多くの国内外の観光客がシロス島国営空港やカジノ、頻繁に発着する海上旅客交通、その他近代的な施設を利用する。
シロス島には、特に第二次世界大戦中にキクラデス諸島で亡くなった多くの船乗りや軍人を含む、さまざまな人々が埋葬されたイギリス墓地がある。フランス、イギリス、イタリア、オランダ、スカンディナヴィア諸国などの領事館は、シロス島とヨーロッパとの結びつきを証明している。

## 行政

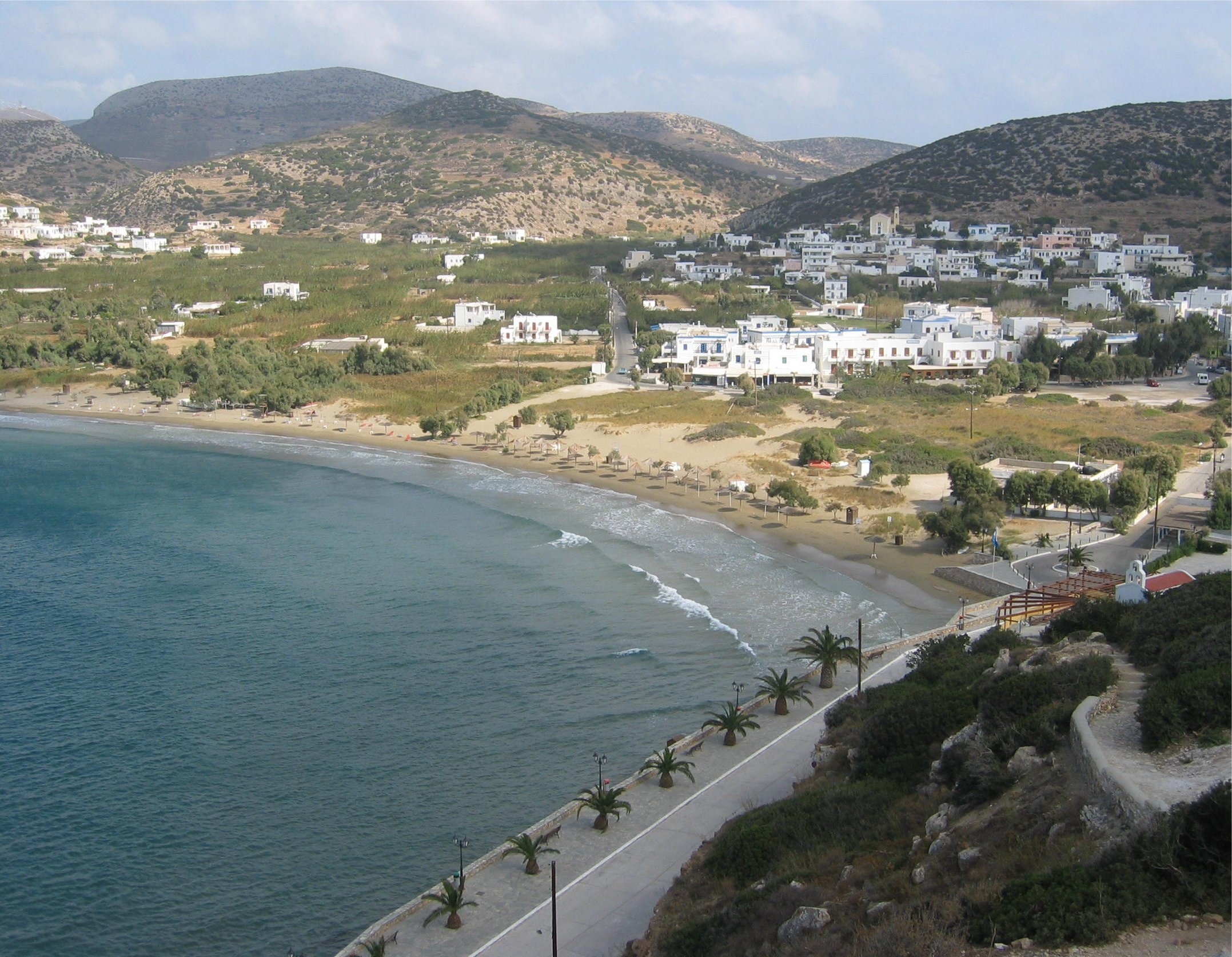
ガリッサスのビーチ

南エーゲのシロス県を構成し、同県の唯一の市であるシロス＝エルムポリに所属する。シロス県は2011年の地方行政改革で、それまでのキクラデス県の一部から設置された。シロス＝エルムポリ市も同じ改革で、それまでのエルムポリ、アノ・シロス、ポセイドニアの三市が合併して生まれた。無人島のギャロス島や、いくつかの小島を含み、総面積は102.4km2である。かつてはキクラデス県の下に、シロス島とミコノス島からなるシロス郡があったが、2006年に廃止された。

## 宗教
ギリシャのほかの地域と同じく、シロス島には東方正教会の建物がある。メタモルフォシス教会が代表的だが、画家エル・グレコの傑作を所蔵していることで知られるキミシス・ティス・テオトク教会も重要である。またローマ・カトリックの教会も同じくらい存在する。完全にカトリックが支配的な村もいくつかあり、ギリシャにおけるローマ・カトリシズムの牙城といえる。シロス島は、カトリックと正教会が同じ日をイースターに設定している数少ない地である（シロスの場合、正教会の日付にあたる）。
シロス島のカトリックは9000人の信者と21人の教区付き司祭、8人の正修道士、7つの教区、7軒の司祭が住む教会、3軒の司祭のいない教会、56の礼拝堂を擁する。カプチン・フランシスコ修道会とイエズス会の施設がそれぞれひとつ、愛の修道女会の家が2軒（ひとつは病院として使われている）、聖ヨセフ修道女会の寄宿学校が一校ある。

## ゆかりの人物

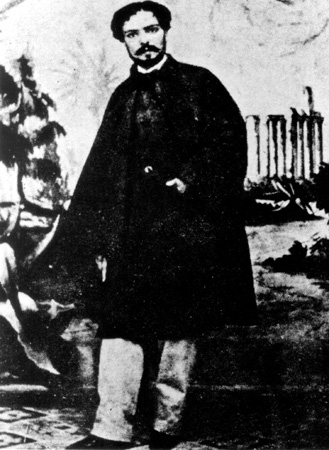
エマヌエル・ロイディス

- エウマイオス - 『オデュッセイア』の登場人物
- ペレキュデース（前6世紀） - 哲学者
- ディミトリオス・ヴィケラス（1835年 - 1908年） - 作家、国際オリンピック委員会初代会長
- エマヌエル・ロイディス（1836年 - 1904年） - 作家、ジャーナリスト
- ギオルゴス・スーリス（1853年 - 1919年） - 風刺詩人
- スタマタ・レヴィティ（1866年 - ?）  - オリンピックに初めて出場した女性。マラソンに出場した
- アントニオ・グレゴリオ・ヴッチーノ（ヴツィノス、1891年 - 1968年） - カトリックのコルフ・ザキントス・ケファロニア大司教
- マルコス・ヴァンヴァカリス（1905年 - 1972年） - 音楽家
- オルガ・ブルマス（1949年 - ） - 詩人、翻訳家
- ステリオス・マイナス（1957年 - ） - 俳優

## ギャラリー

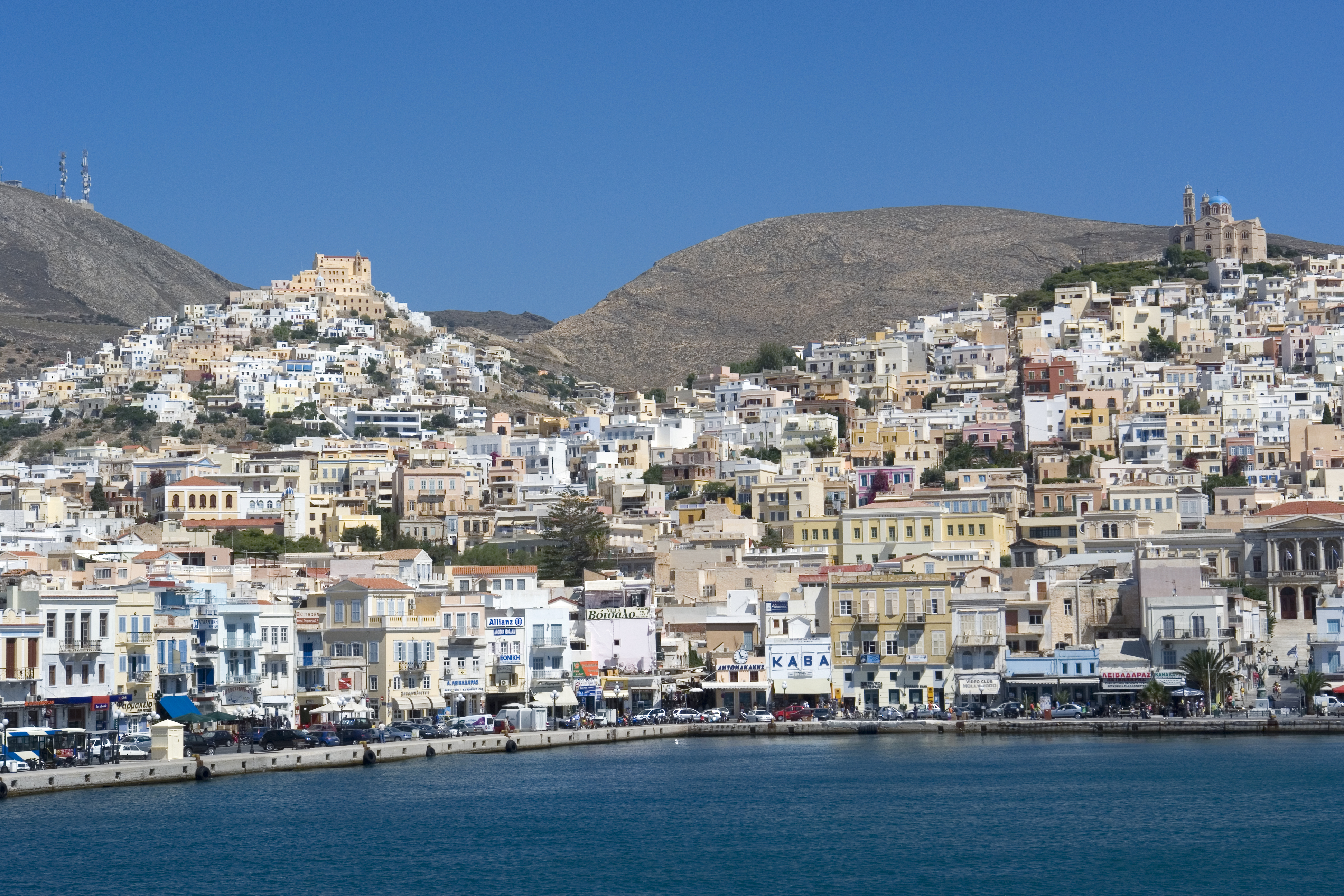
アノ・シロスとエルムポリ
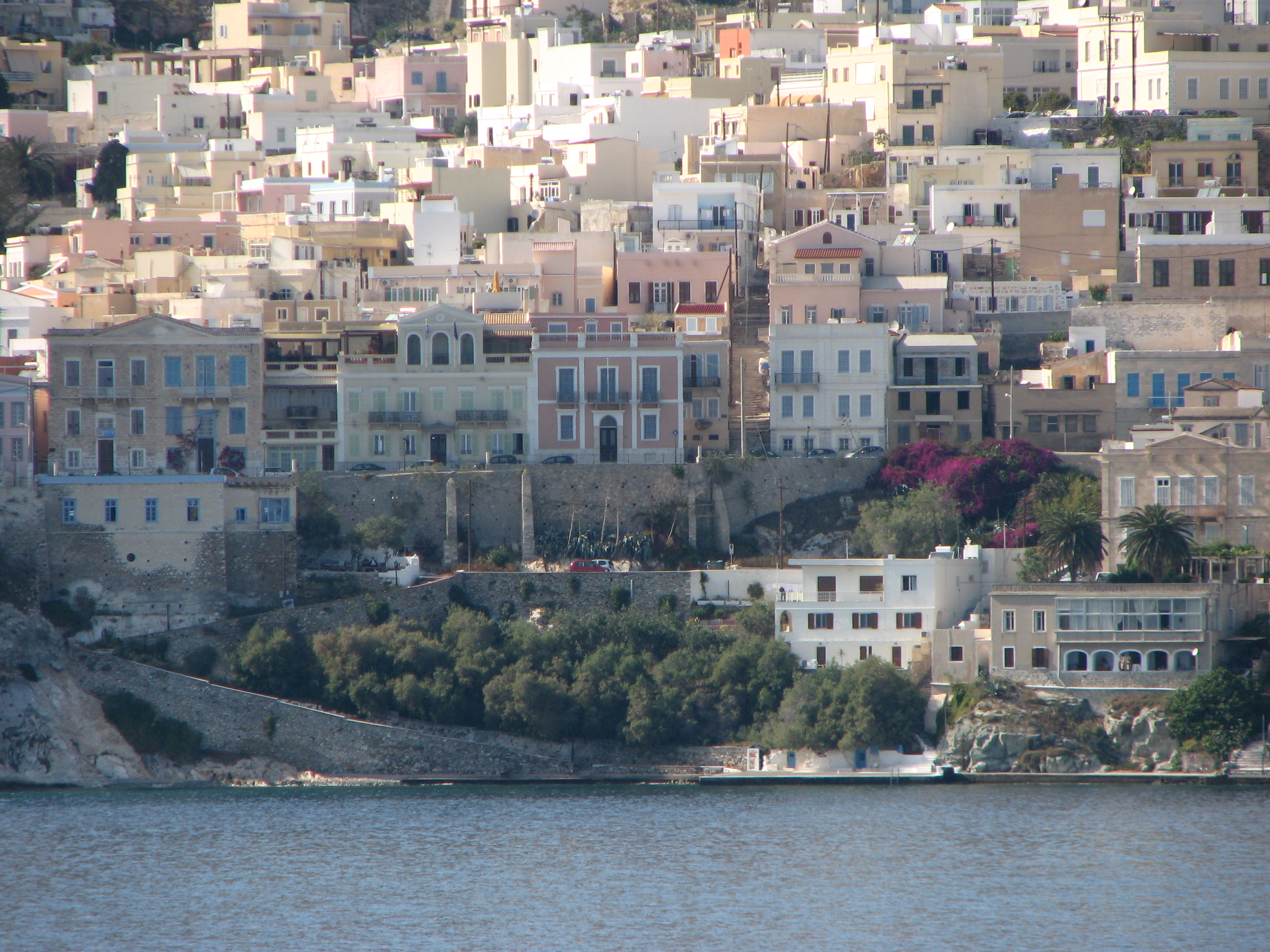
船からの眺め